# Kløftefoss Station
Kløftefoss Station (Kløftefoss stoppested) er en jernbanestation på Krøderbanen, der ligger i Modum kommune i Norge.
Stationen åbnede som trinbræt 1. juni 1891. Oprindeligt hed den Ramfos, men den skiftede navn til Ramfoss i april 1894 og til Kløftefoss 15. marts 1923. Samme år som stationen oprettedes, etableredes også Ramfos Træsliberi med sidespor fra stationen. Senere blev stationen også forsynet med en tømmerrampe. Stationen fik tilføjet status som læsseplads 7. december 1897, og omkring 1905 blev den opgraderet til holdeplads. Persontrafikken på banen blev indstillet 19. januar 1958, men stationen var stadig bemandet indtil 1. januar 1969. Banen blev nedlagt 1. marts 1985. Den blev efterfølgende omdannet til veteranbane ejet af Stiftelsen Krøderbanen. Om sommeren kører Norsk Jernbaneklubb med veterantog på banen, hvor der blandt andet stoppes ved Kløftefoss undervejs.
Kløftefoss har haft to stationsbygninger, men der foreligger ingen nærmere oplysninger om den første. Den anden var den tidligere banevogterbolig fra Morud Station, der blev flyttet til Kløftefoss i 1928. Den blev revet ned i 1969-1970.